# Эпсилон Щита
ε Щита (лат. ε Scuti / ε Sct) − кратная система, состоящая из четырёх звёзд. Находится в созвездии Щита на расстоянии приблизительно 523 световых лет от нас. Главный компонент, ε Щита А, — жёлтый яркий гигант класса G.